# Matvij Lejčak
Matvij Lejčak (cyrilicí Матвій Лейчак, polsky Maciej Lejczak; 26. února 1814, Lošniv – 17. května 1869, Lošniv) byl rakouský politik z Haliče, během revolučního roku 1848 poslanec Říšského sněmu.

## Biografie
Roku 1849 se uvádí jako Maciej Lejczak, hospodář v obci Lošniv (Łoszniowce).
Během revolučního roku 1848 se zapojil do veřejného dění. Ve volbách roku 1848 byl zvolen i na ústavodárný Říšský sněm. Zastupoval volební obvod Terebovlja. Tehdy se uváděl coby hospodář. Náležel ke sněmovní pravici.
Podle některých zdrojů patřil mezi poslance polské národnosti. V jiných zdrojích je Matvij Lejčak řazen mezi poslance rusínské (ukrajinské) národnosti.